# Comopsis regale
Comopsis regale är en tvåvingeart som beskrevs av Cortes 1986. Comopsis regale ingår i släktet Comopsis och familjen parasitflugor. Inga underarter finns listade i Catalogue of Life.